# Bill Ryder-Jones
Pour les articles homonymes, voir Ryder et Jones.
Cet article possède un paronyme, voir Bill Jones (homonymie).
Bill Ryder-Jones est un auteur-compositeur-interprète anglais, ancien guitariste du groupe The Coral.

## Biographie
Bill Ryder-Jones est originaire de la région de Liverpool. Depuis ses 13 ans, il est le guitariste du groupe The Coral. Le groupe connaît un succès critique et commercial au début des années 2000.
Il quitte le groupe provisoirement en 2005, en raison d'une maladie liée au stress. Il réintègre The Coral par la suite, mais se sépare définitivement du groupe en 2009 pour se consacrer à ses projets personnels.
En 2009, il réalise la bande son du court métrage Leave Taking, réalisé par son ami Laurence Easeman. Il en fait un EP A Leave Taking Soundtrack. Dans les années qui suivent, il continue à écrire des bandes originales de films.
Il collabore avec Alex Turner, qui lui présente Laurence Bell, du label Domino. Bell fait signer Ryder-Jones sur son label. En 2011, il sort son premier album solo intitulé If.... L'album, instrumental et classique, s'inspire d'un chapitre de Si par une nuit d'hiver un voyageur d'Italo Calvino.
Son deuxième album, A Bad Wind Blows in My Heart, sort en 2013. Ryder-Jones change ici de style. Il revient à la guitare pour écrire un album « pop intimiste » sur lequel il chante,. En 2015 sort son troisième album West Kirby County Primary.